# Maximiliane von Oriola
Maximiliane Marie Catharine von Oriola, (född von Arnim), född 23 oktober 1818 i Bärwalde i Fläming, död 31 december 1894 i Schöneberg i nuvarande Berlin, var en tysk grevinna och värd för en litterär salong i Berlin. Hon kallades "Maxe" och var dotter till författarna Bettina von Arnim och Achim von Arnim (1781–1831). 
Oriola var under 1840-talet en ledande gestalt vid det preussiska hovet. År 1853 lämnade hon Berlin och följde maken runt hans olika militärkommenderingar, och höll salong i flera tyska städer. Under kriget 1866 medverkade hon inom sjukvården, och fick för detta utmärkelsen Louise Nord. Hon återvände till Berlin där hon från 1870 och framåt höll en berömd salong. Hennes salong fokuserade mycket på musik, och frekventerades ofta av hovkretsarna. Hon intog en kritisk attityd till Bismarck.

## Familj
Maximiliane von von Arnim gifte sig den 28 juni 1853 med den preussiske generallöjtnanten och greven Eduard von Oriola. Paret fick fem barn:
- Waldemar von Oriola (1854–1910)
- Armgard von Oriola (1856–1938)
- Joachim von Oriola (1858–1907)
- Dolores von Oriola (1859–1912)
- Roderich von Oriola (1860–1911)